# St. Bonaventure
St. Bonaventure és una concentració de població designada pel cens dels Estats Units a l'estat de Nova York. Segons el cens del 2000 tenia 2.127 habitants.

## Demografia
Segons el cens del 2000, St. Bonaventure tenia 2.127 habitants, 250 habitatges, i 153 famílies. La densitat de població era de 404,6 habitants per km².
Dels 250 habitatges en un 24% hi vivien nens de menys de 18 anys, en un 48,4% hi vivien parelles casades, en un 8,8% dones solteres, i en un 38,4% no eren unitats familiars. En el 33,2% dels habitatges hi vivien persones soles el 18,8% de les quals corresponia a persones de 65 anys o més que vivien soles. El nombre mitjà de persones vivint en cada habitatge era de 2,19 i el nombre mitjà de persones que vivien en cada família era de 2,78.
Per edats la població es repartia de la següent manera: un 5,1% tenia menys de 18 anys, un 74,6% entre 18 i 24, un 6,9% entre 25 i 44, un 7,9% de 45 a 60 i un 5,5% 65 anys o més.
L'edat mediana era de 21 anys. Per cada 100 dones de 18 o més anys hi havia 88,9 homes.
La renda mediana per habitatge era de 38.438 $ i la renda mediana per família de 43.542 $. Els homes tenien una renda mediana de 32.292 $ mentre que les dones 21.591 $. La renda per capita de la població era de 7.738 $. Entorn del 4,8% de les famílies i el 9% de la població estaven per davall del llindar de pobresa.

## Poblacions més properes
El següent diagrama mostra les poblacions més properes.